# Bengt Rune Nordström
Bengt Rune Nordström, född 1924 i Prästbordet i Västanfors socken, död 2012 i Örebro, var en svensk målare, grafiker och tecknare.
Han var son till Johan Henrik Nordstöm och Emma Forsell. 
Nordström är autodidakt som konstnär. Han har framträtt med separatutställningar på Vallins konsthandel Örebro 1955, i Kristinehamn 1955 och på Galerie Æsthetica i Stockholm 1958. Han medverkade i ett flertal samlingsutställningar bland annat i Unga tecknare på Nationalmuseum 1957, Stockholmssalongen på Liljevalchs konsthall 1958, Stadtmuseum Ludwigshafen 1956, Galerie Apollo Bryssel 1956. 
Tillsammans med Endel Köks, Alfred Lapukin och Lars Spaak bildade han avantgardegruppen EX i Örebro.
Hans konst består av abstrakta målningar och naturstudier ofta i stora format, samt abstrakta emaljarbeten. Han var även verksam som tecknare och grafiker. 
Nordström finns representerad på Moderna museet i Stockholm, Kalmar konstmuseum och på Örebro läns museum med en monotyp Scenbild.